# Mephisto (automat)
Mephisto – automat grający w szachy, skonstruowany przez angielskiego wytwórcę protez Charles Godfrey Gumpel (1835–1921).
Był prezentowany w Londynie w latach 1872–1882.  W odróżnieniu od Mechanicznego Turka i Ajeeba w tym automacie sztuczny szachista (figura Mefistofelesa) grał przy stoliku nic niekryjącym pod spodem. Pozycja na szachownicy była przenoszona systemem elektrycznym na deskę kontrolną umieszczoną w sąsiednim pokoju, w którym znajdował się szachista (np. Isidor Gunsberg) dyrygujący z odległości ruchami automatu.
Automat wygrał turniej organizowany przez Krajowy Związek Szachowy w Anglii.